# Гилберт, Дэвид
Дэ́вид Ги́лберт (англ. David Gilbert; род. 1981) — английский профессиональный игрок в снукер.

## Биография и карьера
Родился 12 июня 1981 года в Дерби.
Одним из самых значимых в карьере Гилберта был выход в основной турнир чемпионата мира 2007 в Крусибле. В квалификации Гилберт последовательно обыграл Эльфи Бёрдена (10:9), Джерарда Грина (10:6) и Марка Кинга (10:6). В первом круге ему достался в соперники семикратный чемпион мира — Стивен Хендри, который, уступая вначале 1:5, оставил Гилберта не у дел — 10:7. Возможно, на неудачной игре Гилберта сказалось известие о том, что у его матери диагностирован рак груди (лечение было успешным).
Долгое время главным достижением Гилберта являлся выход в 1/8 Welsh Open 2009. На пути к этому событию он обыграл Марка Уильямса и Джо Пэрри, затем уступил Марку Селби. В дальнейшем Гилберт трижды выходил в финалы рейтинговых турниров.
На чемпионате мира 2019 года Гилберт неожиданно дошел до полуфинала, где в решающем 33-м фрейме уступил в упорной борьбе Джону Хиггинсу (16-17). В ходе основного турнира он обыграл Мартина Гулда (10-7, 1/16 финала), Марка Уильямса (13-9, 1/8 финала) и Кайрена Уилсона (13-8, 1/4 финала) .
Дэвид Гилберт часто помогает отцу на картофельной ферме — отсюда у него соответствующее прозвище «злой фермер» (англ. The Angry Farmer). Также он работал лесничим.
22 января 2019 года Дэвид Гилберт сделал исторический для снукера 147-й по счёту максимальный брейк.

## Финалы

### Рейтинговые турниры
| Результат  | Год  | Турнир                     | Соперник в финале | Счёт |
| Финалист   | 2015 | International Championship | Джон Хиггинс      | 5—10 |
| Финалист   | 2018 | World Open                 | Марк Уильямс      | 9—10 |
| Финалист   | 2019 | German Masters             | Кайрен Уилсон     | 7—9  |
| Финалист   | 2019 | English Open               | Марк Селби        | 1—9  |
| Победитель | 2021 | Championship League        | Марк Аллен        | 3—1  |

### Нерейтинговые победы
- Challenge Tour — Турнир 4 — 2002